# Sazerac

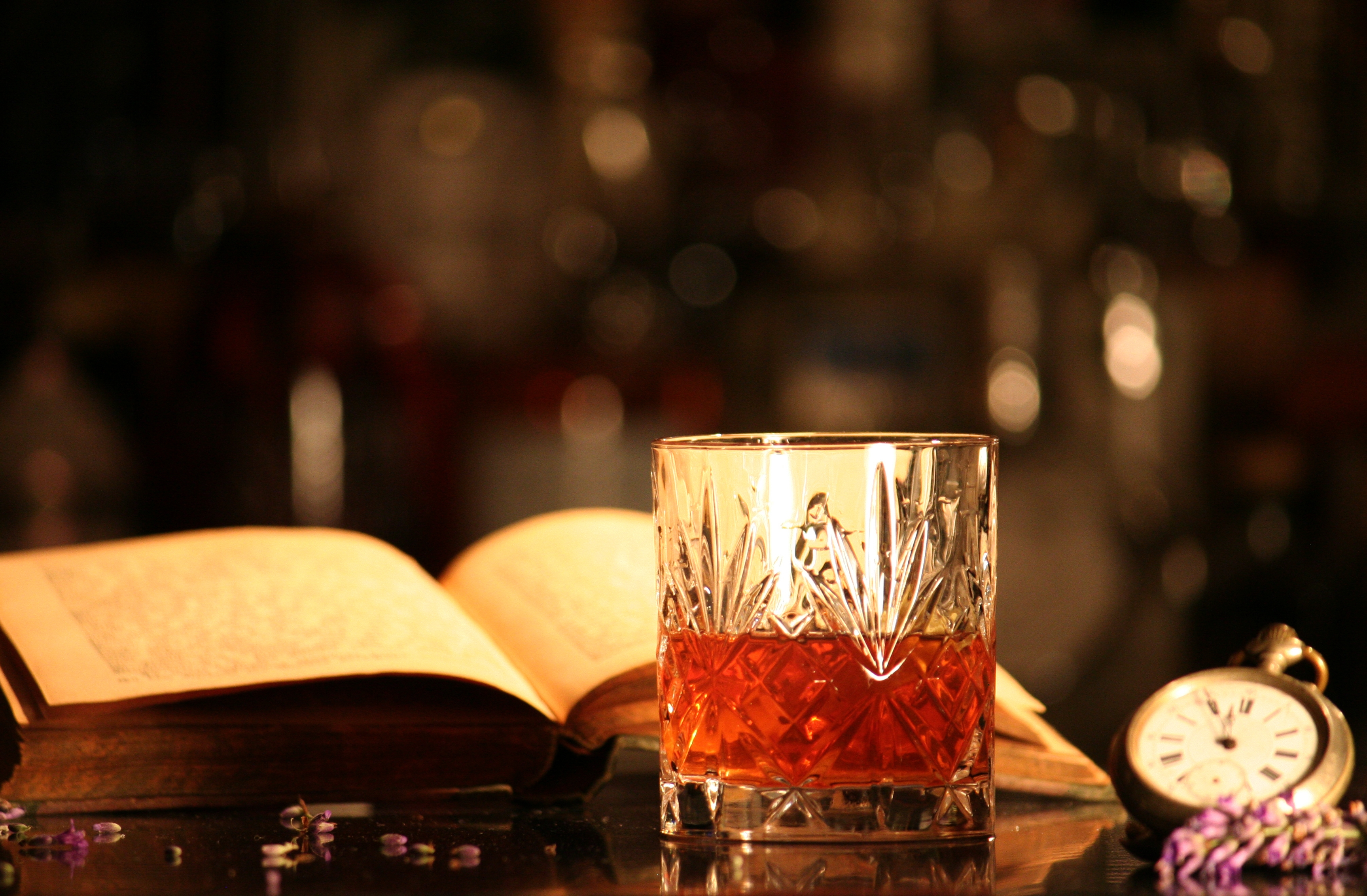
Sazerac im Whiskey-Tumbler

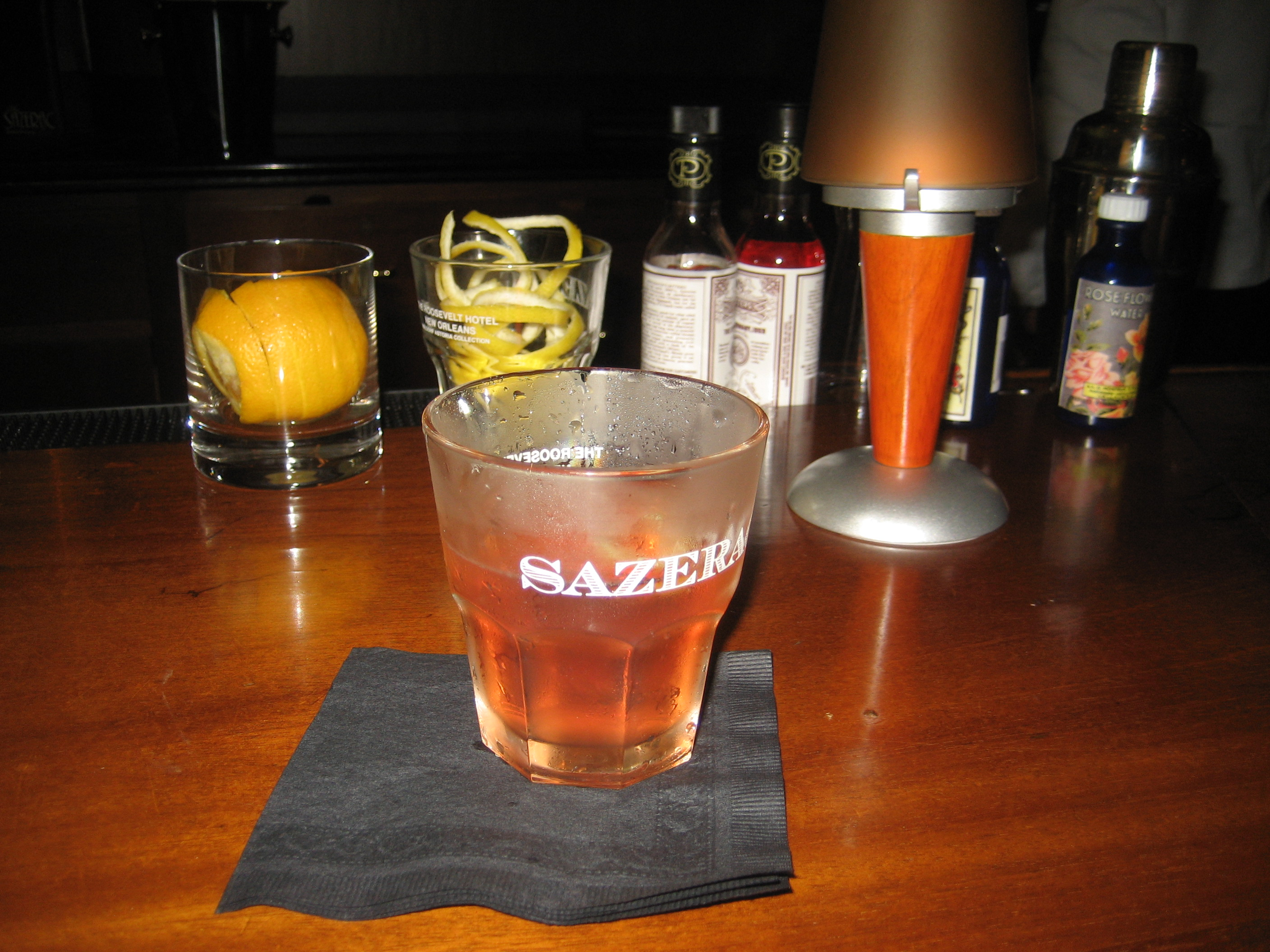
Ein Sazerac in der Sazerac Bar im Roosevelt Hotel (New Orleans)

Der Sazerac ist ein klassischer Cocktail und eng mit dem Old Fashioned verwandt. Wie dieser besteht er aus einer Spirituose, Zucker, Wasser und einem Bitter. Beim Sazerac wird als Basisspirituose amerikanischer Rye Whiskey (Roggenwhiskey) oder Cognac verwendet und als Bitter Peychaud’s Bitters. Als Besonderheit tritt hinzu, dass das Glas zuvor mit Absinth benetzt wird, zudem wird der Sazerac im Gegensatz zu einem Old Fashioned ohne Eis im Glas serviert. Der Sazerac prägte sich zur Jahrhundertwende 19./20. in der Sazerac-Bar in New Orleans aus.

## Geschichte
Der Sazerac ist eng mit dem Old Fashioned verwandt. Getränke mit Spirituose, Zucker, Wasser und einem Bitter waren die Urform des Cocktails. Old-Fashioned- und Sazerac-ähnliche Getränke gibt es dementsprechend seit dem 19. Jahrhundert. Die erste schriftliche Erwähnung und Ausprägung des Drinks stammt allerdings aus dem frühen 20. Jahrhundert, als die Zahl und Zubereitung der Cocktails sich diversifizierte.
Im Jahre 1859 bot John Schiller erstmals im neu eröffneten Lokal The Sazerac Coffee House (deutsch etwa: Das Sazerac-Café) in New Orleans den Sazerac an. Damals wurde er noch mit Sazerac de Forge & Fils Cognac gemixt, der sich in den Reblaus-Jahren weiter verbreitete. Whiskey wies noch nicht die heute bekannte Qualität auf, war zu der Zeit oft nur kurz oder gar nicht in Fässern gelagert und unterlag kaum Qualitätskontrollen. John H. Handy übernahm die Bar und änderte die Rezeptur auf Whiskey. Das erste gedruckte Sazerac-Rezept stammt von John Handy aus dem Jahr 1908 und wurde in einer Beilage zum Buch The Worlds Drinks and How to Mix them veröffentlicht. Es sah vor:
- A jigger of good whiskey
- ein halber Würfel Zucker
- ein bisschen Wasser
- zwei spritzer Peychaud Bitters
- ein Stück Zitronenrinde

Die Zutaten werden gerührt. Traditionell geschah dies in einem kleinen Barglas, ein identisches Modell zu dem Glas, aus dem der Gast trank. Zu der Entstehung der Sazerac war dies eine durchaus übliche Methode des Mixens, heute ist sie komplett aus dem Barbetrieb verschwunden und wird fast nur noch zum Anrichten eines traditionellen Sazeracs verwendet. Das Glas wird gekühlt und dann mit dem Absinth benetzt, bevor die gerührten Zutaten in das Glas geseiht werden.
Der Sazerac ist in New Orleans noch allgegenwärtig und wird heute in der Stadt vor allem mit Rye Whiskey zubereitet. Die Methode, das Glas vorher mit Absinth zu benetzen, um eine leichte aber nicht dominante Absinth-Aromatisierung in den Drink zu bringen, ist ein Markenzeichen des Sazerac. Wird sie für andere Drinks verwendet, spricht man vom Sazerac-Style.

## Rezeption
Ein bekannter Sazerac-Trinker war O. Henry, der ihn in seinen letzten Lebensjahren in einer Bar in Manhattan „von zehn Uhr morgens bis Mitternacht“ getrunken haben soll.
Im Jahr 2008 wollte eine Initiative mehrerer Politiker Sazerac per Gesetz zum offiziellen Staatsgetränk Louisianas erklären lassen. Nach längeren Diskussionen verabschiedete das Repräsentantenhaus von Louisiana schließlich ein Gesetz, mit dem Sazerac als „offizieller Cocktail der Stadt New Orleans“ deklariert wurde.
Einer der größten Spirituosenhersteller der USA, Sazerac, ist nach dem Drink benannt.